# Суслова, Надежда Прокофьевна
Наде́жда Проко́фьевна Су́слова (1 [13] сентября 1843, Панино, Сосновский район — 20 апреля 1918, Лазурное) — физиолог, хирург, гинеколог, первая из русских женщин, ставшая доктором медицины. Сестра Аполлинарии Сусловой, возлюбленной Ф. М. Достоевского.

## Детство и юность
Родилась в Нижегородской губернии в селе Панино Горбатовского уезда (ныне Сосновский район Нижегородской обл.) в семье крепостного крестьянина, получившего вольную от графа Шереметева и ставшего владельцем ситцебумажной фабрики. Располагая определённым достатком, отец сумел дать дочери достаточное образование, первоначально — дома от матери, затем в пансионе Пеничкау в Москве, где она основательно изучила иностранные языки. Подобно многим своим современникам, Надежда много читала, увлекалась сочинениями Н. Г. Чернышевского, дружила с революционными демократами. В 1859 сёстры Сусловы переехали в Санкт-Петербург. В 1861 году 18-летняя Суслова опубликовала в журнале «Современник» (издаваемом Н. А. Некрасовым и И. И. Панаевым) свои произведения «Рассказ в письмах» (№ 8) и «Фантазёрка» (№ 9). В 1860-х гг. являлась членом революционной организации «Земля и воля». Согласно агентурным сведениям, также являлась членом I Интернационала. В её доме пели «Марсельезу» и польские освободительные песни. Из-за революционных связей была взята «под негласный бдительный надзор полиции».

## Годы учёбы

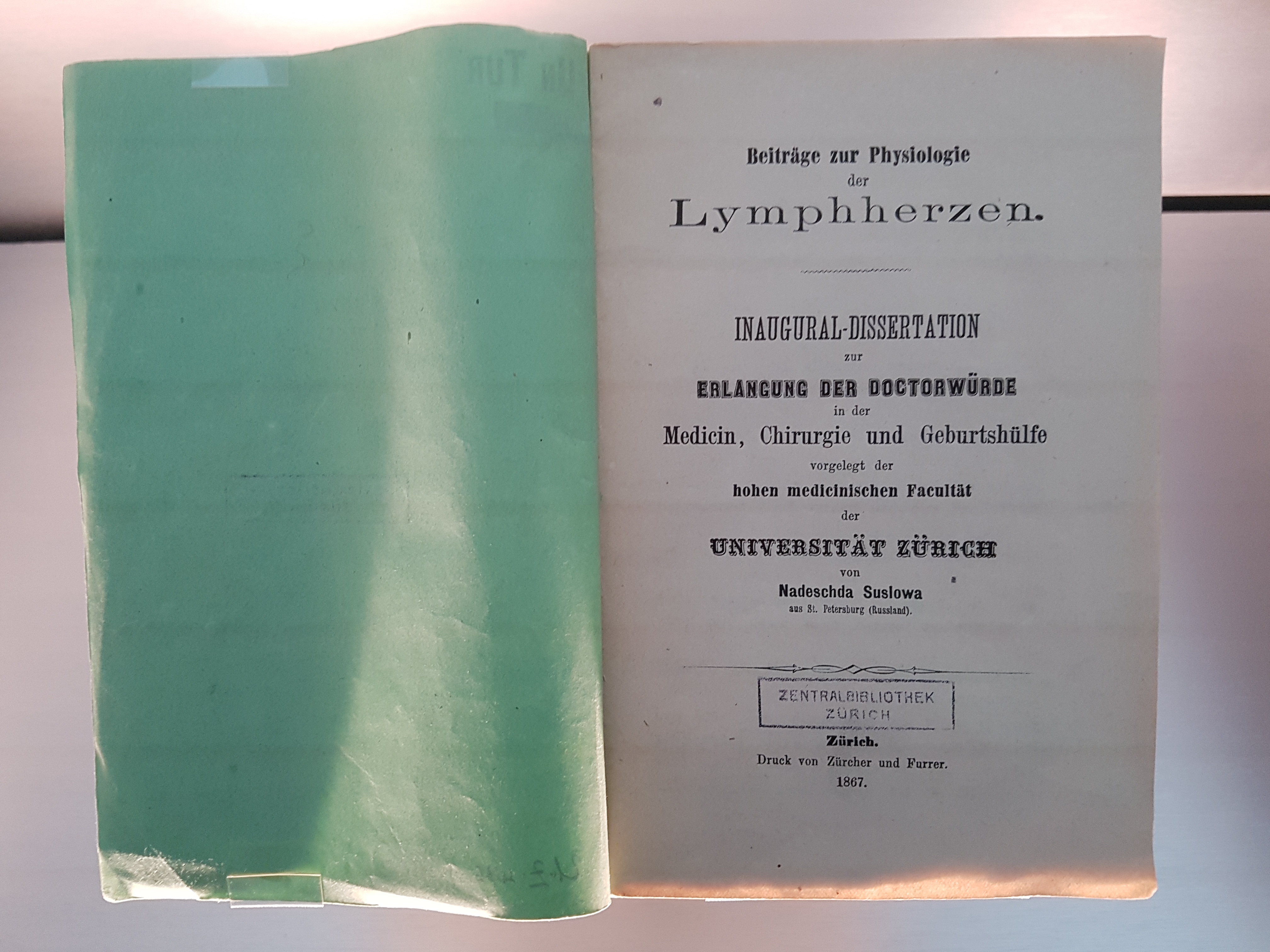
Диссертация Н. П. Сусловой, 1867

В Россиийской империи для женщин были закрыты двери всех университетов, но прямого запрета в университетском уставе не было, и с конца 1850-х гг. отдельные женщины начали посещать лекции в качестве вольнослушательниц. В Санкт-Петербургской медико-хирургической академии некоторые профессора (И. М. Сеченов и С. П. Боткин) разрешили в 1862 году трём женщинам, в том числе Надежде Сусловой, посещать их лекции.
Суслова особенно интересовалась физиологией, уже в 1862 году в «Медицинском Вестнике» появилась её статья «Изменение кожных ощущений под влиянием электрического раздражения». После принятия нового университетского устава 1863 г., запретившего женщинам посещать лекции, она уехала в Швейцарию. В 1864 г. Суслова поступила в Цюрихский университет и в 1867 году первой из русских женщин получила диплом доктора медицины и хирургии и акушерства за диссертацию «Доклад о физиологии лимфы» («Beiträge zur Physiologie der Lymphherzen»), выполненную под руководством И. М. Сеченова.

## Возвращение в Россию

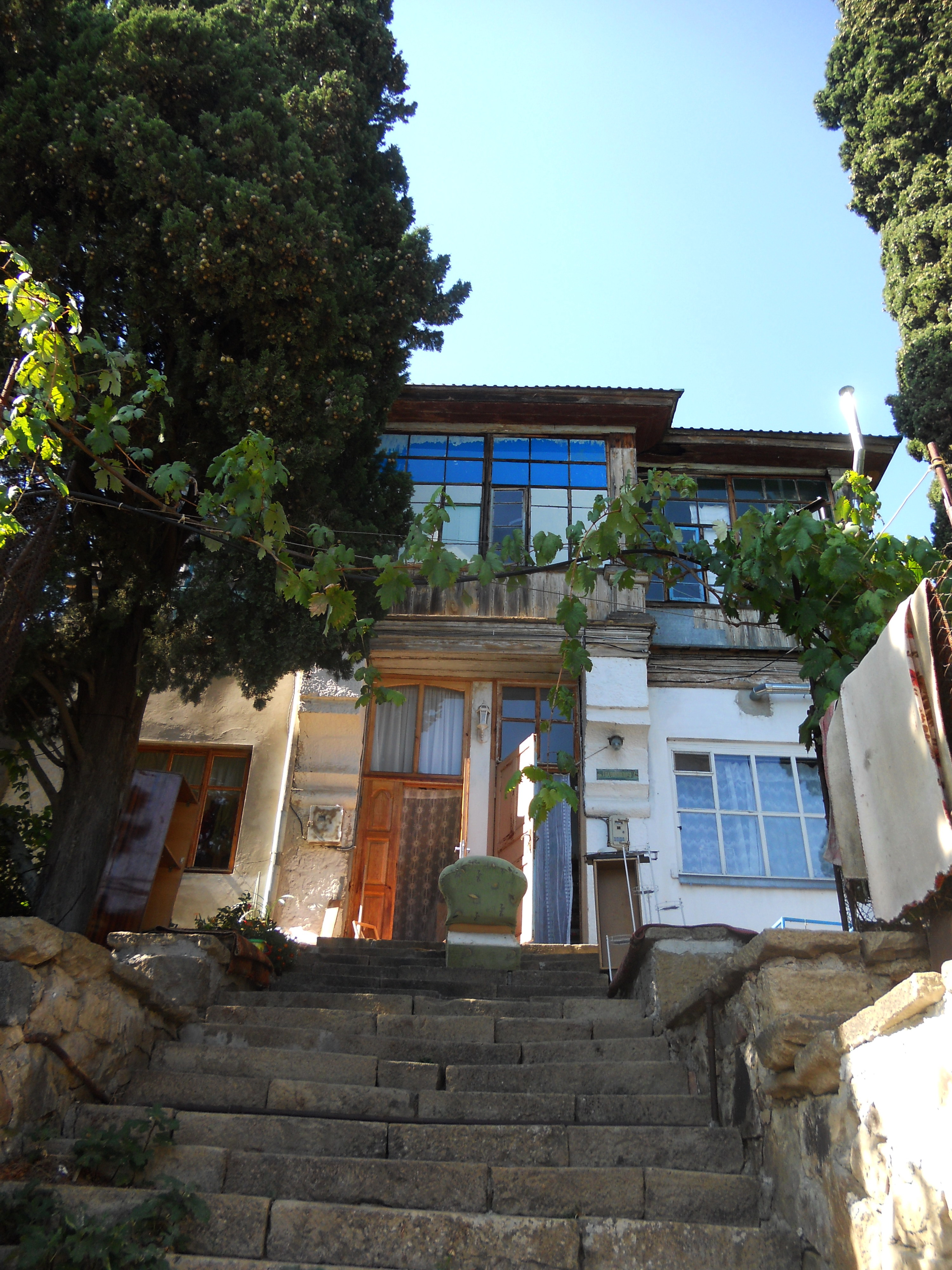
Дом Н. П. Сусловой и А. Е. Голубева, Лазурное

16 апреля 1868 года в Вене Надежда Прокофьевна вышла замуж за швейцарского врача Фёдора Фёдоровича Эрисмана. Надежда, окончившая 14 декабря 1867 года учёбу в австрийском университете города Грац, вернулась с ним в Санкт-Петербург и добилась признания её врачом: ей пришлось снова сдавать экзамены и вторично защищать диссертацию. Впоследствии вышли её другие научные работы: «Прибавление к физиологии лимфатических сердец» (Санкт-Петербург, 1868) и критический разбор книг М. М. Манасеиной «О воспитании детей в первые годы жизни».

Живя в Санкт-Петербурге, Н. Суслова организовала женские фельдшерские курсы; 25 её слушательниц были медицинскими сестрами в Русско-турецкой войне 1887 года.

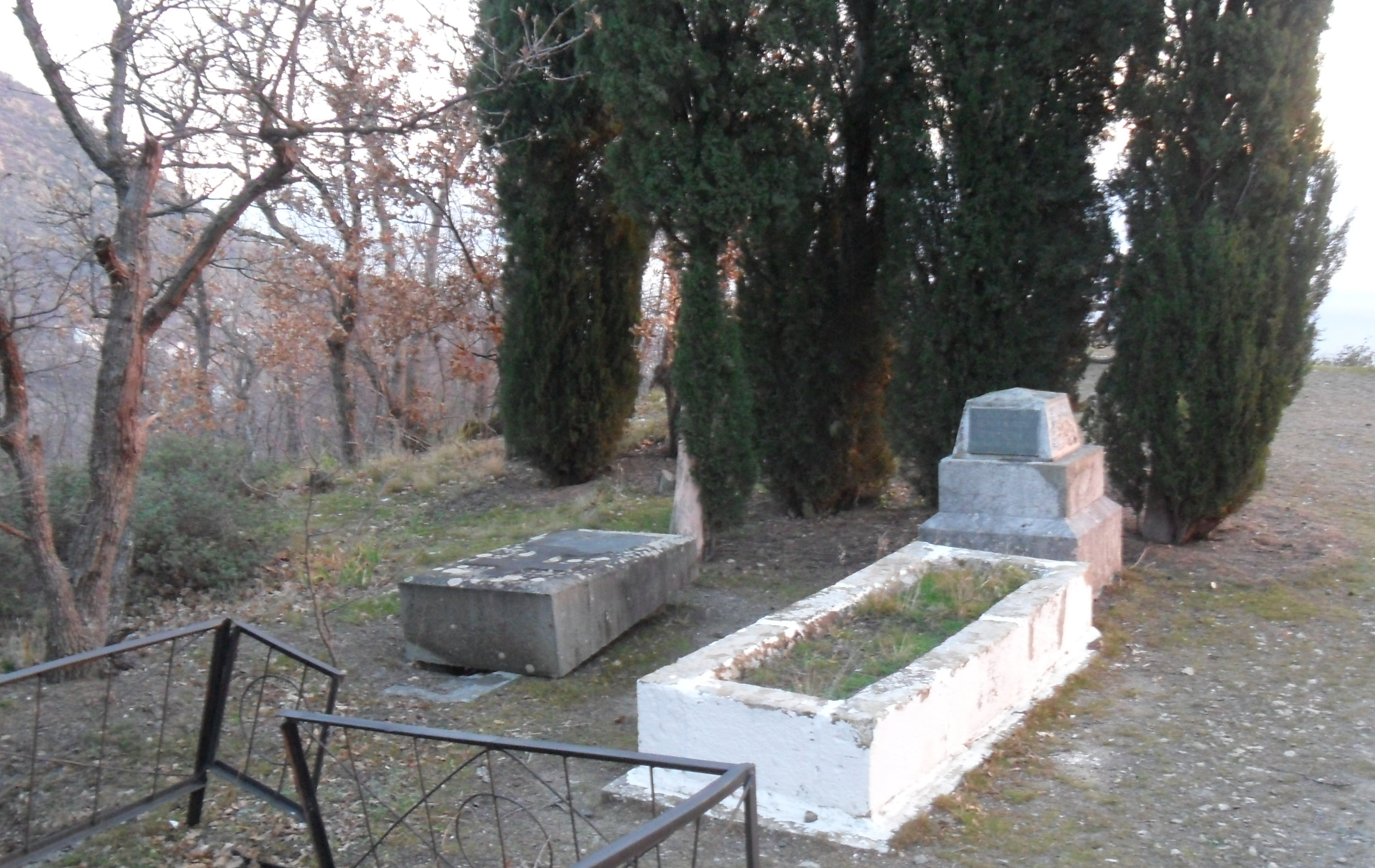
Могила Н. П. Сусловой, 700 метрах к юго-западу от села Лазурного

В 1870 году Н. П. Суслова вместе с будущим мужем, русским врачом-гистологом А. Е. Голубевым переехала в Нижний Новгород, где имела большую гинекологическую практику и с 1874 года проживала в доме 57 по ул. Большой Солдатской (ныне ул. Володарского). С 1878 года брак с Эрисманом перестал существовать, но развода супружеская пара добилась лишь в 1883 году (в Швейцарии). Впоследствии Надежда Прокофьевна вышла замуж за Голубева. С 1892 года она жила близ Алушты, на южном берегу Крыма в имении Кастель, ныне Лазурное, где 20 апреля 1918 года умерла и была похоронена. Могила доктора — объект культурного наследия регионального значения.
В Алуште Суслова и её муж пожертвовали крупную сумму на строительство алуштинской гимназии, устроили сельскую школу, выплачивали пенсии пострадавшим в Русско-японской войне. В городе Нальчике их усилиями был открыт санаторий для неимущих — бесплатный. Деньги на эту деятельность супруги зарабатывали производством вина: в их имении в Алуште были свои виноградники. Свои медицинские инструменты и профессиональную библиотеку Суслова завещала алуштинским медицинским учреждениям.

## Память
- Улица имени Надежды Сусловой в Советском районе Нижнего Новгорода. В сентябре 2012 года в Алуште на территории Центральной городской больницы установлен памятник Н. Сусловой[арм.], который торжественно открыт 12 октября — в день 120-летия открытия больницы